# Sabine Wehr-Hasler
Sabine Wehr-Hasler (ur. 7 sierpnia 1967 w Offenbach am Main) – niemiecka snowboardzistka, brązowa medalistka mistrzostw świata.

## Kariera
W zawodach Pucharu Świata zadebiutowała 16 listopada 1997 roku w Tignes, zajmując 22. miejsce w halfpipe'ie. Tym samym już w swoim debiucie wywalczyła pierwsze pucharowe punkty. Pierwszy raz na podium zawodów tego cyklu stanęła 16 stycznia 1998 roku w Innichen, kończąc rywalizację w tej samej konkurencji na drugiej pozycji. W zawodach tych rozdzieliła Annę Hellman ze Szwecji i Kanadyjkę Maelle Ricker. Łącznie 19 razy stawała na podium zawodów PŚ, odnosząc przy tym cztery zwycięstwa: 15 stycznia 2000 roku w Berchtesgaden, 18 marca 2000 roku w Livigno oraz 8 i 10 lutego 2001 roku w Berchtesgaden triumfowała w halfpipe’ie. Najlepsze wyniki osiągnęła w sezonie 1999/2000, kiedy to zajęła 12. miejsce w klasyfikacji generalnej oraz zdobyła Małą Kryształową Kulę w klasyfikacji halfpipe’a. Ponadto w sezonie 2000/2001 także zwyciężyła w klasyfikacji halfpipe’a, a w sezonach 1997/1998 i 2001/2002 zajmowała w niej drugie miejsce.
Jej największym sukcesem jest brązowy medal w halfpipe’ie wywalczony na mistrzostwach świata w San Candido w 1997 roku. Lepsze okazały się tam tylko Anita Schwaller ze Szwajcarii i Christel Thoresen z Norwegii. Był to jej jedyny medal wywalczony na międzynarodowej imprezie tej rangi. Zajęła też między innymi szóste miejsce podczas mistrzostw świata w Berchtesgaden dwa lata później. W 1998 roku wystartowała na igrzyskach olimpijskich w Nagano, gdzie była piętnasta. Brała również udział igrzyskach w Salt Lake City w 2002 roku, gdzie rywalizację w halfpipe’ie ukończyła na 14. pozycji.
W 2002 roku zakończyła karierę.

## Osiągnięcia

### Igrzyska olimpijskie
| Miejsce | Dzień     | Rok  | Miejscowość | Konkurencja | Zwyciężczyni   |
| ------- | --------- | ---- | ----------- | ----------- | -------------- |
| 15.     | 12 lutego | 1998 | Nagano      | Halfpipe    | Nicola Thost   |
| 14.     | 10 lutego | 2002 | Nagano      | Halfpipe    | Salt Lake City |

### Mistrzostwa świata
| Miejsce | Dzień       | Rok  | Miejscowość          | Konkurencja    | Zwyciężczyni     |
| ------- | ----------- | ---- | -------------------- | -------------- | ---------------- |
| 2.      | 24 stycznia | 1997 | San Candido          | Halfpipe       | Anita Schwaller  |
| 6.      | 16 stycznia | 1999 | Berchtesgaden        | Halfpipe       | Kim Stacey       |
| 22.     | 17 stycznia | 1999 | Berchtesgaden        | Snowboardcross | Julie Pomagalski |
| 10.     | 27 stycznia | 2001 | Madonna di Campiglio | Halfpipe       | Doriane Vidal    |

### Puchar Świata

#### Miejsca w klasyfikacji generalnej
- sezon 1997/1998: 17.
- sezon 1998/1999: 25.
- sezon 1999/2000: 12.
- sezon 2000/2001: 14.
- sezon 2001/2002: -

#### Miejsca na podium
1. San Candido – 16 stycznia 1998 (halfpipe) - 2. miejsce
2. Morzine – 4 marca 1998 (halfpipe) - 2. miejsce
3. Morzine – 4 marca 1998 (halfpipe) - 2. miejsce
4. Morzine – 7 stycznia 1999 (halfpipe) - 3. miejsce
5. Park City – 6 lutego 1999 (halfpipe) - 3. miejsce
6. Tignes – 28 listopada 1999 (halfpipe) - 2. miejsce
7. Berchtesgaden – 15 stycznia 2000 (halfpipe) - 1. miejsce
8. Grächen – 22 stycznia 2000 (halfpipe) - 3. miejsce
9. Tandådalen – 29 stycznia 2000 (halfpipe) - 3. miejsce
10. Sapporo – 19 lutego 2000 (halfpipe) - 2. miejsce
11. Shiga Kōgen – 27 lutego 2000 (halfpipe) - 2. miejsce
12. Park City – 4 marca 2000 (halfpipe) - 3. miejsce
13. San Candido – 11 marca 2000 (halfpipe) - 3. miejsce
14. Livigno – 18 marca 2000 (halfpipe) - 1. miejsce
15. Berchtesgaden – 8 lutego 2001 (halfpipe) - 1. miejsce
16. Berchtesgaden – 10 lutego 2001 (halfpipe) - 1. miejsce
17. Whistler – 7 grudnia 2001 (halfpipe) - 3. miejsce
18. Arosa – 9 stycznia 2002 (halfpipe) - 2. miejsce
19. Ruka – 13 marca 2002 (halfpipe) - 3. miejsce

- W sumie 4 zwycięstwa, 7 drugich i 8 trzecich miejsc.